# Circonscriptions congressionnelles de l'État de New York

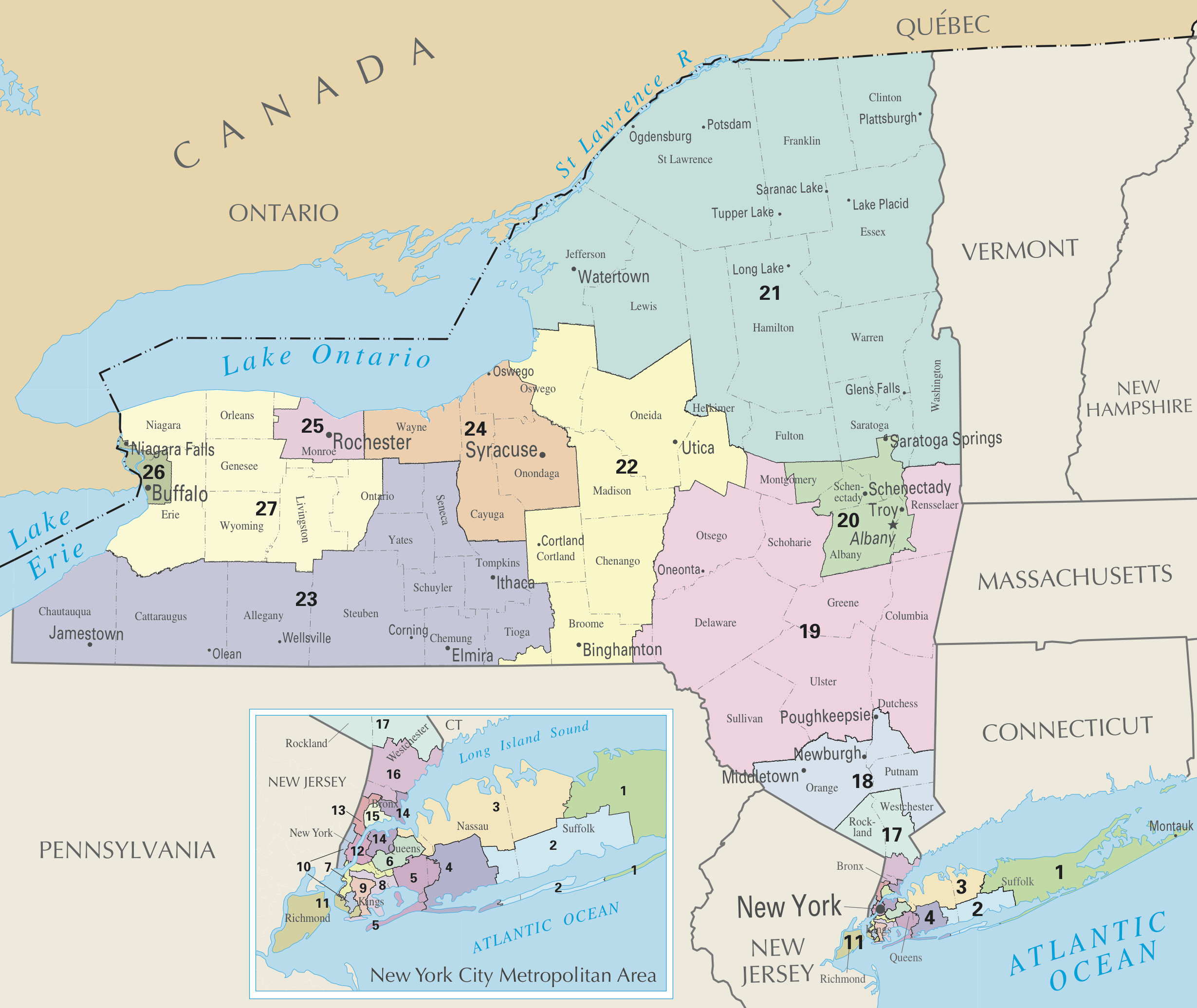
Découpage électoral de l'État de New York

Les circonscriptions congressionnelles de l'État de New York, ou congressional districts en anglais, sont des divisions territoriales de l'État de New York dans lesquelles sont élus les députés de la Chambre des représentants des États-Unis. L'État de New York compte 27 de ces circonscriptions électorales, chacune de ces circonscriptions élisant un membre de la Chambre des représentants. Le découpage électoral de l'État de New York a été révisé en 2013, à la suite de la campagne de recensement de la population américaine de 2010, connue sous le nom de Census 2010.
L'État a compté jusqu'à 45 circonscriptions électorales.

## Liste des circonscriptions électorales
- 1er district congressionnel
- 2e district congressionnel
- 3e district congressionnel
- 4e district congressionnel
- 5e district congressionnel
- 6e district congressionnel
- 7e district congressionnel
- 8e district congressionnel
- 9e district congressionnel
- 10e district congressionnel
- 11e district congressionnel
- 12e district congressionnel
- 13e district congressionnel
- 14e district congressionnel
- 15e district congressionnel
- 16e district congressionnel
- 17e district congressionnel
- 18e district congressionnel
- 19e district congressionnel
- 20e district congressionnel
- 21e district congressionnel
- 22e district congressionnel
- 23e district congressionnel
- 24e district congressionnel
- 25e district congressionnel
- 26e district congressionnel
- 27e district congressionnel, obsolète depuis le recensement de 2020
- 28e district congressionnel, obsolète depuis le recensement de 2010
- 29e district congressionnel, obsolète depuis le recensement de 2010
- 30e district congressionnel, obsolète depuis le recensement de 2000
- 31e district congressionnel, obsolète depuis le recensement de 2000
- 32e district congressionnel, obsolète depuis le recensement de 1990
- 33e district congressionnel, obsolète depuis le recensement de 1990
- 34e district congressionnel, obsolète depuis le recensement de 1990
- 35e district congressionnel, obsolète depuis le recensement de 1980
- 36e district congressionnel, obsolète depuis le recensement de 1980
- 37e district congressionnel, obsolète depuis le recensement de 1980
- 38e district congressionnel, obsolète depuis le recensement de 1980
- 39e district congressionnel, obsolète depuis le recensement de 1980
- 40e district congressionnel, obsolète depuis le recensement de 1970
- 41e district congressionnel, obsolète depuis le recensement de 1970
- 42e district congressionnel, obsolète depuis le recensement de 1960
- 43e district congressionnel, obsolète depuis le recensement de 1960
- 44e district congressionnel, obsolète depuis le recensement de 1950
- 45e district congressionnel, obsolète depuis le recensement de 1950
- District congressionnel At-large, obsolète depuis 1945

## Sources
- (en) Cet article est partiellement ou en totalité issu de l’article de Wikipédia en anglais intitulé « New York's congressional districts » (voir la liste des auteurs).